# Сан-Бернардо-алле-Терме
Сан-Бернардо-алле-Терме  — монастирська церква ордена цистерціанців, присвячена св. Бернару в Римі.
Будинок розташований на території колишніх терм Діоклетіана і можливо служив як Sphaeristerium — залом для гри в м'яч. Цю ділянку землі — сади Horti Bellaiani, купила 4 травня 1593 племінниця папи Юлія III — Катеріна Нобілі і пожертвувала її на будівництво монастиря. Його будівництво тривало до 1598 року і перебудова церкви була завершена у 1600 р.
З 19 травня 1670 церква є титулярною і в цьому ж році почали проводитися перші реставраційні роботи: оновлено внутрішнє оздоблення, вбудований орган, поліпшений хор, на фасаді з'явилася фреска, що зображає св. Бернара. Реставрації проводилися у 1710, 1803 та 2000 роках. У нішах церкви знаходяться 8 статуй святих, роботи Камілло Маріані (бл. 1600 р.). Будова купола схожа з Пантеоном, проте він значно менший у діаметрі — 22 м (купол Пантеону — 43,2 м).
У 1857 р. через небезпеку обвалення цегляний купол зміцнили конструкцією зі скла і металу.

## Титулярна церква
Кардиналом-пресвітером церкви Сан Бернардо алле Терме з 18 лютого 2012 року є індійський кардинал Джордж Аленчеррі, глава Сиро-малабарської католицької церкви.